# San Sebastián Xochimilco
San Sebastián Xochimilco är en ort i Mexiko.   Den ligger i kommunen Magdalena Apasco och delstaten Oaxaca, i den sydöstra delen av landet, 300 km sydost om huvudstaden Mexico City. San Sebastián Xochimilco ligger 1 645 meter över havet och antalet invånare är 416.
Terrängen runt San Sebastián Xochimilco är varierad. Runt San Sebastián Xochimilco är det mycket tätbefolkat, med 2 431 invånare per kvadratkilometer. Närmaste större samhälle är San Pablo Etla, 14,1 km sydost om San Sebastián Xochimilco. Omgivningarna runt San Sebastián Xochimilco är en mosaik av jordbruksmark och naturlig växtlighet.